# حضارة ساو

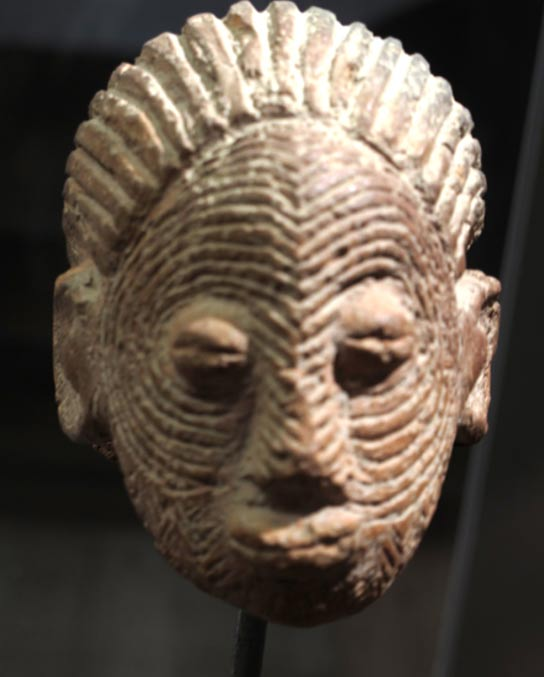
الطين تمثال ساو

ازدهرت حضارة ساو في وسط أفريقيا. من القرن السادس قبل الميلاد إلى أواخر القرن السادس عشر الميلادي. يعيش شعب الساو عند نهر شاري حول بحيرة تشاد في الأراضي التي أصبحت فيما بعد جزءًا من الكاميرون وتشاد. إنهم من أحدث الشعوب الذين تركوا آثارًا واضحة لوجودهم في أراضي الكاميرون الحديثة. في وقت ما حوالي القرن السادس عشر، غيَّر اعتناق الإسلام الهوية الثقافية للساو. اليوم، تطالب عدة مجموعات عرقية في شمال الكاميرون وجنوب تشاد، وخاصة سارا، كوتوكو، بالانتساب إلى حضارة ساو.

## الأصول والزوال
بدأت حضارة ساو في أوائل القرن السادس قبل الميلاد، وبحلول نهاية الألفية الأولى قبل الميلاد، كان وجودها راسخًا حول بحيرة تشاد وبالقرب من نهر شاري. وصل انتشار حضارة ساو إلى ذروته فيما بين القرنين التاسع والخامس عشر الميلادي.
يقدر بعض العلماء أن حضارة ساو جنوب بحيرة تشاد استمرت حتى القرن الرابع عشر أو الخامس عشر، إلا أن رأي الأغلبية منهم تعتقد انها لم تعد موجودة كثقافة منفصلة في القرن السادس عشر بعد توسع إمبراطورية كانيم-بورنو. ومملكة كوتوكو هم ورثة الحضارة السابقة في ساو.

## ثقافة
لا يُعرف الكثير عن ثقافة الساو أو تنظيمهم السياسي. لم يتركوا أي سجلات مكتوبة ولا يُعرفون إلا من خلال الاكتشافات الأثرية والتاريخ الشفوي لذريتهم في أراضيهم. وقد أقترح أن الساو هم أحفاد الهكسوس الذين فتحوا مصر القديمة وأنهم انتقلوا جنوبًا من وادي النيل إلى وسط إفريقيا في عدة موجات تحت ضغط الغزاة، أو أنهم نشأوا في واحة بلما شمال بحيرة تشاد. هناك نظرية مقبولة على نطاق واسع وهي أن سكان ساو كانوا ببساطة السكان الأصليين لحوض بحيرة تشاد وأن أصولهم النهائية تقع جنوب البحيرة. وتشير الأبحاث الأثرية الحديثة إلى أن حضارة ساو نشأت محليا من الحضارات السابقة في المنطقة (مثل حضارة جاجيجانا، التي بدأت في حوالي 1800 قبل الميلاد وبدأت في بناء مدن محصنة بنحو 800 قبل الميلاد)، والتي ازدادت تدريجيا في التعقيد. تُظهر تحف الساو على أنها كانت مصنوعة من طرف عمال مهرة في البرونز والنحاس والحديد. تشمل الاكتشافات تماثيل برونزية وتماثيل تيرا كوتا مشكلة لشخصيات بشرية وحيوانية، وعملات معدنية، وجرار جنائزية، وأواني منزلية، ومجوهرات، وفخار مزخرف للغاية، ورماح. تم العثور على أكبر اكتشافات ساو الأثرية جنوب بحيرة تشاد.
تطالب المجموعات العرقية في حوض بحيرة تشاد، مثل شعب بودوما [الإنجليزية] وكانيمو وكوتوكو وموسغوم بأنها تنحدر من الساو. يدعم لوبوف (Lebeuf) هذا الارتباط وقد تتبع رمزية فن الساو في أعمال مجموعات غوتي وتوكوري الفرعية لشعب لوغون-بيرني. تضيف التواريخ الشفوية مزيدًا من التفاصيل عن الأشخاص: كانت جماعة ساو تتكون من عدة عشائر أبوية حيث كانت متحدة في نظام واحد مع لغة، وعرق، ودين واحد. في هذه الروايات، يتم عرض ساو كعمالقة ومحاربين أقوياء الذين قاتلوا وغزو جيرانه.